# Milan Přibyl
Milan Přibyl (* 10. prosince 1967) je bývalý český fotbalista, záložník.

## Fotbalová kariéra
V československé a české lize hrál za SK Dynamo České Budějovice. V československé a české lize nastoupil v 91 utkáních a dal 4 góly. Dále hrál za FK Teplice.

## Ligová bilance
| Ročník                                   | Zápasy | Góly | Klub                       |
| ---------------------------------------- | ------ | ---- | -------------------------- |
| 1. československá fotbalová liga 1986/87 | 1      | 0    | SK Dynamo České Budějovice |
| 1. československá fotbalová liga 1991/92 | 13     | 0    | SK Dynamo České Budějovice |
| 1. československá fotbalová liga 1992/93 | 27     | 2    | SK Dynamo České Budějovice |
| 1. česká fotbalová liga 1993/94          | 29     | 1    | SK Dynamo České Budějovice |
| 1. česká fotbalová liga 1994/95          | 21     | 1    | SK Dynamo České Budějovice |
| CELKEM                                   | 91     | 4    |                            |